# Morfogenes

Morfogenesen styrs av ett antal gener som slår av och på utvecklingen vid specifika tider och på specifika platser i organismen. Här visas hur gener i fruktfluga slås på så att de olika segmenten i dess kropp bildas.

Morfogenes är utvecklandet av en flercellig organisms form och struktur, det vill säga de för arten karaktäristiska formerna hos vävnad, organ och anatomi. Detta är en grundläggande process i organismsmens utveckling och involverar regleringen av celltillväxt, celldifferentiering och den fysiska organisationen av celler i specifika mönster och strukturer. Morfogenesen är avgörande för bildandet av den fullständiga organismen från en befruktad äggcell.
Ett morfogen är ett signalämne som styr utvecklingen av embryon. Det är biokemiska faktorer som styr morfogenes genom att signalera till cellerna var de ska placera sig, hur de ska differentiera och när de ska dela sig eller dö. De utsöndras från en punkt och diffunderar så att en koncentrationsgradient uppstår. Många celler styrs av den koncentrationen så att vävnaden blir olika vid olika koncentration av morfogenet. Sonic hedgehog, ett viktigt signalämne vid extremitetsutveckling under embryogenesen, är ett morfogen.
Morfogenes är inte bara viktig under embryonal utveckling utan också under vuxenlivet då kroppen behöver reparera eller regenerera vävnader. Förståelsen av morfogenes har långtgående implikationer inom biologi och medicin, inklusive regenerativ medicin och cancerforskning, där forskare strävar efter att förstå och potentiellt manipulera dessa processer för att behandla sjukdomar och skador.

## Nyckelprocesser
Celldifferentiering är processen där celler utvecklar sig till olika typer som har unika funktioner. Cellulär differentiering styrs av genuttryck och är kritisk för att skapa de olika vävnaderna i en organism.
I vävnadsutvecklingen organiserar cellerna sig i specifika strukturer som bildar vävnader. Detta inkluderar hur celler binder till varandra, kommunicerar och interagerar för att skapa funktionella enheter som muskelvävnad eller nervvävnad.
Organbildning är när vävnader organiserar sig ytterligare för att bilda komplexa strukturer som hjärtan, lungor och hjärnan. Varje organ har en specifik uppsättning funktioner och strukturer som styrs av genetiska och molekylära signaler.